# 李遇 (十国)
李遇（9世纪—912年），唐朝末年和五代十国初年吴国武将。合肥人。

## 生平

### 开国有功
唐朝末年，李遇追随庐州刺史杨行愍。光启二年（886年）十二月，寿州刺史张翱部将魏虔率万人进犯庐州，李遇在慎县抵御，单骑按槊，当先破敌。杨行愍后改名杨行密。李遇以伍长迁马军副指挥使，随杨行密平定秦彦、毕师铎、赵锽、孙儒，都有功，杨行密被任为淮南节度使，李遇迁淮南马步诸军都尉，累次建功，被授常州刺史。天复三年（903年）八月，润州团练使安仁义背叛杨行密，焚烧东塘，袭击常州，李遇出战，望着安仁义大骂。安仁义说：“遇敢辱我如此，必有伏兵。”于是退去。伏兵果然出现，追到夹冈，安仁义树立旗帜解甲吃饭，李遇兵不敢追，安仁义复归润州。安仁义善射，诸军多避免交战，李遇背城迎战，安仁义败损，从此不敢向东进军。后安仁义被平定。

### 死于政斗
杨行密被唐朝封为吴王。天祐二年（905年）九月前，李遇卸任常州刺史。十一月，杨行密薨，临死前对继承人长子杨渥说：“左衙都将张颢、王茂章、李遇都是怙乱之徒，我不能为我儿除之了。”杨渥继位后，时任宣歙观察使王茂章被其逼迫叛逃，杨渥任李遇为淮南行军司马，迁宣歙观察使（一作团练使）。天祐五年（908年）二月，时任左牙指挥使张颢和右牙指挥使徐温杀杨渥，张颢想夺取淮南军权，但众将不响应。幕僚严可求上前说刘威、陶雅、李遇、李简都是和先王一等的人，张颢如果自立，他们都不肯在张颢之下，不如立幼主而辅佐之。于是杨渥的二弟杨隆演继位。张颢不久为徐温所杀。
徐温出身牙将而得以秉政，镇南节度使刘威、歙州观察使陶雅、李遇、常州刺史李简这些杨行密时就立有大功的旧将心里不平，李遇尤其不平，曾说：“徐温何人？我不曾见过他，突然就当国（主政）了？”天祐九年（912年）三月，馆驿使徐玠出使吴越国路过宣州，徐温令他说服李遇入见新王。李遇起初同意了，徐玠说：“公不如此，人们要说公反了。”李遇变了脸色：“君言李遇反，杀侍中（杨渥曾被唐朝授兼侍中）的人没反吗？”徐温闻之大怒，就署淮南节度副使王坛为宣州制置使，指责李遇不入朝之罪，另外派都指挥使柴再用率昇、润、池、歙四州兵护送王坛就任，养子昇州副使徐知诰为副。李遇心存疑虑不接受王坛代任，柴再用围之，一个月有余不能攻下。徐温又遣典客何荛以杨隆演名义告谕李遇让他归顺。何荛对李遇说：“公本来就想反的话，请斩荛以徇。若本无反心，何不随荛纳款（归顺）？”时李遇幼子为广陵牙将，李遇很爱他，五月，徐温抓住他送到宣州城下，此子啼号求生，李遇因此不忍战，于是听从何荛所谓王命随何荛出城，柴再用斩之，并杀了他全家。徐温以功加平章事；徐知诰以功迁昇州刺史。南唐太尉王建当时亦参与此战有功。

### 影响
李遇死后，诸将多畏徐温之威，不敢违其命，杨隆演形同虚设。徐温杀死李遇后，猜忌刘威。九月，陶雅得知李遇败亡，害怕，正好刘威为了消除徐温疑心乘轻舟入觐都城广陵，陶雅也一同乘轻舟入觐，徐温待他们很恭敬，如事杨行密，优加官爵，陶雅等悦服，人们从此都看重徐温。
之前李遇部将朱从本家马廐中养有猴子数头，有一夜圉人喂马，见有东西像驴，黑色，手足都有毛像人一样，据地，几乎把猴子吃完了。不久，李遇被族诛。宣州故老说：“郡中常有此怪，军府有变就出来，出来就有臭气。”
李遇的一个儿媳是杨行密的女儿，李遇灭族，她因是先王之女得免，改嫁徐玠。徐玠被任为宁国军节度使（军部在宣州），杨氏感愤而亡。李遇的孙子李仁义当时还是婴儿，被人藏匿得免。后来徐知诰称帝，改名李昪，建立南唐，用李仁义为县令。
因田頵、王茂章和李遇相继据宣州叛乱，后来的宣州长官不敢完善城墙，器械也不完备，直到南唐保大十四年（956年）柴再用子柴克宏任宣州巡检使才将城防修缮完备。

## 评价
- 《十国春秋》论曰：李遇一言之失，遂发祸机。[3]